# Diastylis granulata
Diastylis granulata is een zeekommasoort uit de familie van de Diastylidae. De wetenschappelijke naam van de soort is voor het eerst geldig gepubliceerd in 1921 door Zimmer.